# Museo Heard
El Museo Heard es una organización sin fines de lucro ubicada en Phoenix, Arizona, Estados Unidos, dedicada a la promoción del arte indígena estadounidense. Presenta las historias de los indígenas desde una perspectiva en primera persona, así como exposiciones de arte tradicional y contemporáneo de artistas indígenas locales y artistas influenciados por el arte indígena estadounidense. El Museo Heard colabora con artistas y comunidades tribales para brindar a los visitantes una perspectiva distintiva sobre el arte de los nativos, especialmente los del suroeste.
La misión del Museo Heard es ser «el museo preeminente del mundo para la presentación, interpretación y avance del arte indígena americano, enfatizando su intersección con temas artísticos y culturales más amplios». Ha sido elegido como una de las 33 locaciones de «Orgullo de Phoenix».
El museo dirigía la sucursal de Heard Museum West en Surprise, que cerró en 2009. También dirigía la sucursal de Heard Museum North Scottsdale en Scottsdale, Arizona, que cerró en mayo de 2014.

## Historia
El Museo Heard fue fundado en 1929 por Dwight B. y Maie Bartlett Heard para albergar su colección personal de arte. Gran parte del material arqueológico de la colección de los Heard provino de las ruinas de La Ciudad India, situada  entre las calles 19 y Polk en Phoenix, que los Heard compraron en 1926.
Partes del museo fueron diseñadas por el arquitecto Bennie Gonzales, quien también diseñó el Ayuntamiento de Scottsdale.

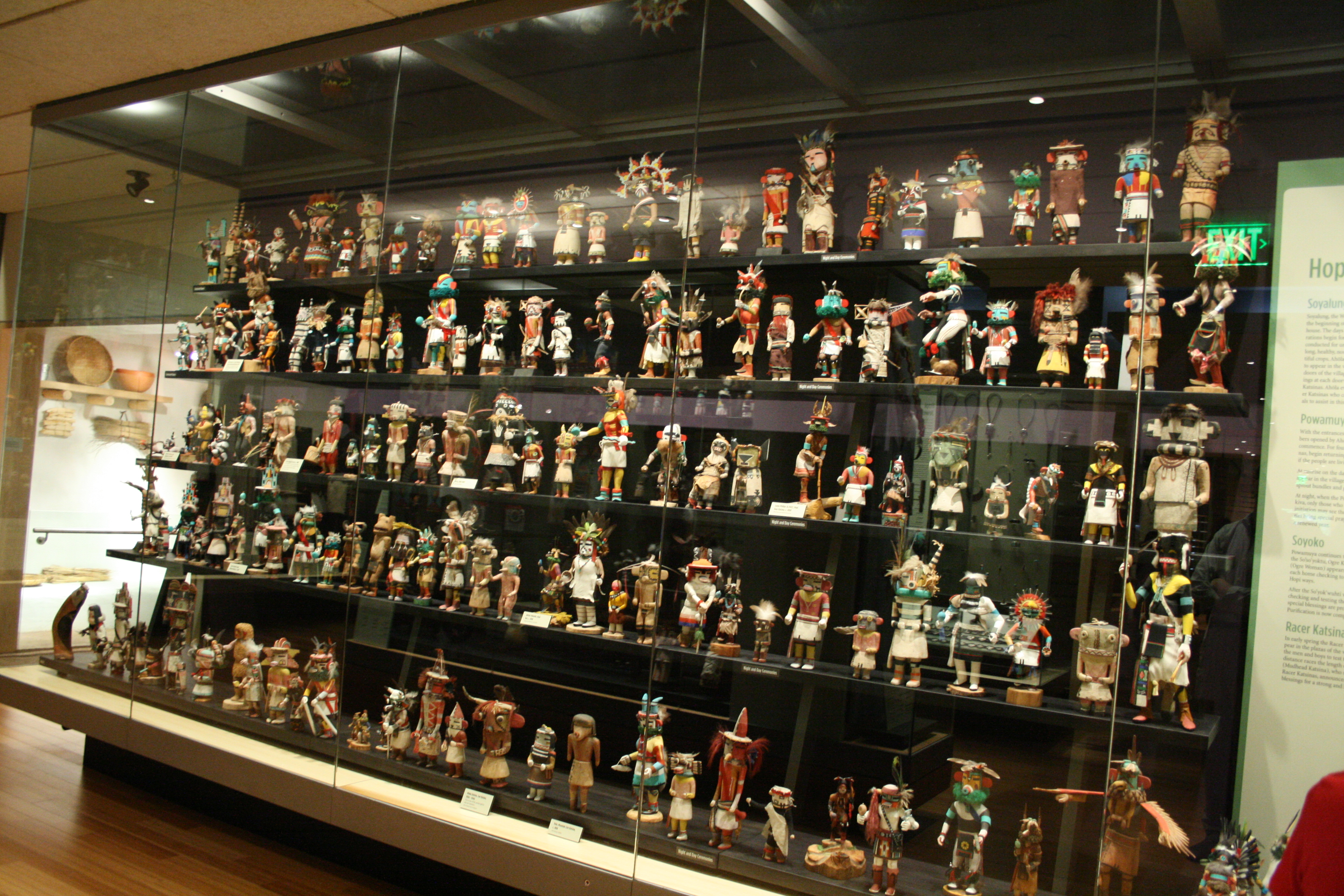
Colección de muñecas kachina

Inició como un pequeño museo en una pequeña ciudad del suroeste, y el Heard ha crecido en tamaño y estatura, es reconocido internacionalmente por la calidad de sus colecciones, su programación educativa y sus festivales. La colección del Museo Heard consta de más de 40 000 elementos, incluida una biblioteca y archivos con más de 34 000 volúmenes. El museo tiene más de 12 000 m² de galería, aulas y espacio para espectáculos. Algunas exhibiciones incluyen:
- Pueblos nativos del suroeste
- La colección Mareen Allen Nichols, que contiene 260 piezas de joyería contemporánea
- Colección Barry Goldwater, de 437 muñecas kachina Hopi históricas
- Una exposición sobre las experiencias de los nativos americanos en los internados del siglo XIX.

El Museo Heard atrae a unos 250 000 visitantes al año, es un miembro del programa de afiliaciones del Smithsonian. La directora del museo desde enero de 2010 hasta julio de 2012 fue la Dra. Letitia Chambers, la primera directora del Museo en ser de ascendencia indígena estadounidense. Desde el 5 de agosto de 2013 hasta el 27 de febrero de 2015, el museo fue dirigido por James Pepper Henry, miembro de Kaw Nation of Oklahoma y Muscogee Creek Nation. El museo está dirigido por David M. Roche, quien comenzó su mandato en enero de 2016.
El museo es miembro del programa de Museos Recíprocos de América del Norte.

## Festivales

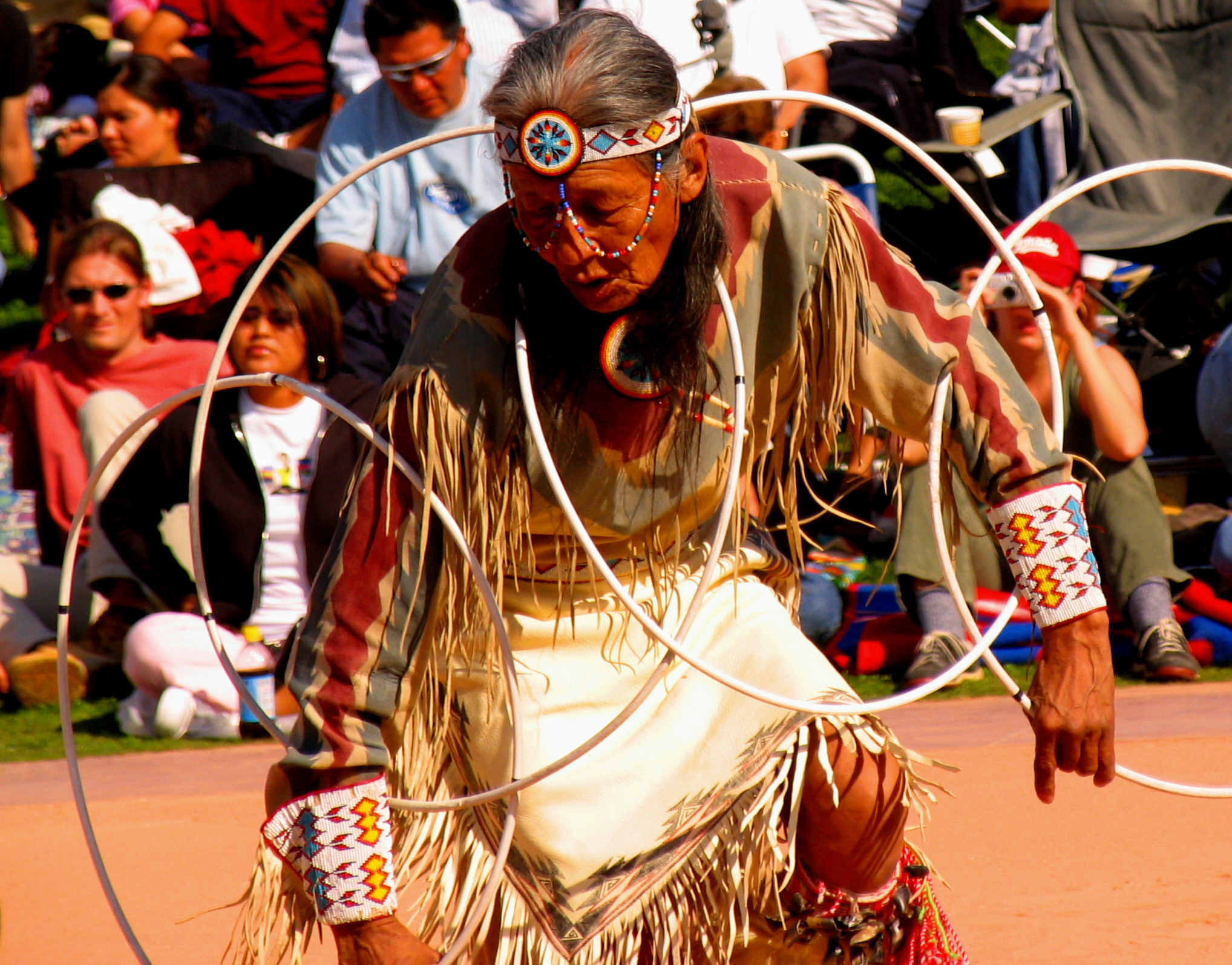
Participante en el Concurso de Danza de Aro del Campeonato Mundial 2005.

El Museo Heard alberga anualmente El Mercado de Las Artes, generalmente realizado en noviembre, con mariachis y obras de arte de artistas hispanos de Arizona y Nuevo México; las obras incluyen temas de santos, cerámica, bordado de colcha, fabricación de muebles, pintura, grabado y plata y hojalatería. También alberga anualmente el Concurso de Baile de Aro del Campeonato Mundial, que generalmente se realiza a principios de febrero. La Feria y Mercado Indio del Gremio del Museo Heard, una feria y festival de arte con jurado, se ha celebrado anualmente desde 1958.
La Feria y Mercado Indio se lleva a cabo anualmente en marzo atrae a 15 000 visitantes y presenta a más de 600 artistas nativos americanos, e incluye un concurso con jurado para la mejor obra de arte de la feria llamada "Best of Show". Los artistas aprobados compiten en ocho clasificaciones: joyería y trabajo lapidario; alfarería; pintura, dibujo, gráfico, fotografía; tallas de madera; escultura; textiles, tejidos, vestuario; diversas formas de arte; cestas.
Los jueces de esta competencia provienen de una amplia gama de ocupaciones, incluidos artistas experimentados, curadores de museos, directores de galerías y coleccionistas de arte. Todos tienen una gran experiencia en juzgar obras de arte, y la mayoría de estos jueces provienen de tribus indígenas americanas. Los premios se otorgan a lo mejor del espectáculo, lo mejor de la división (primer y segundo lugar) y el premio adicional Conrad House. Los jueces también otorgan un listón de Elección del Jurado y un listón de Mención de Honor.